# لحروم (حريضة)
'

تعديل مصدري - تعديل

لحروم هي إحدى قرى عزلة حريضة بمديرية حريضة التابعة لمحافظة حضرموت، بلغ تعداد سكانها 350 نسمة حسب تعداد اليمن لعام 2004.